# Tanka

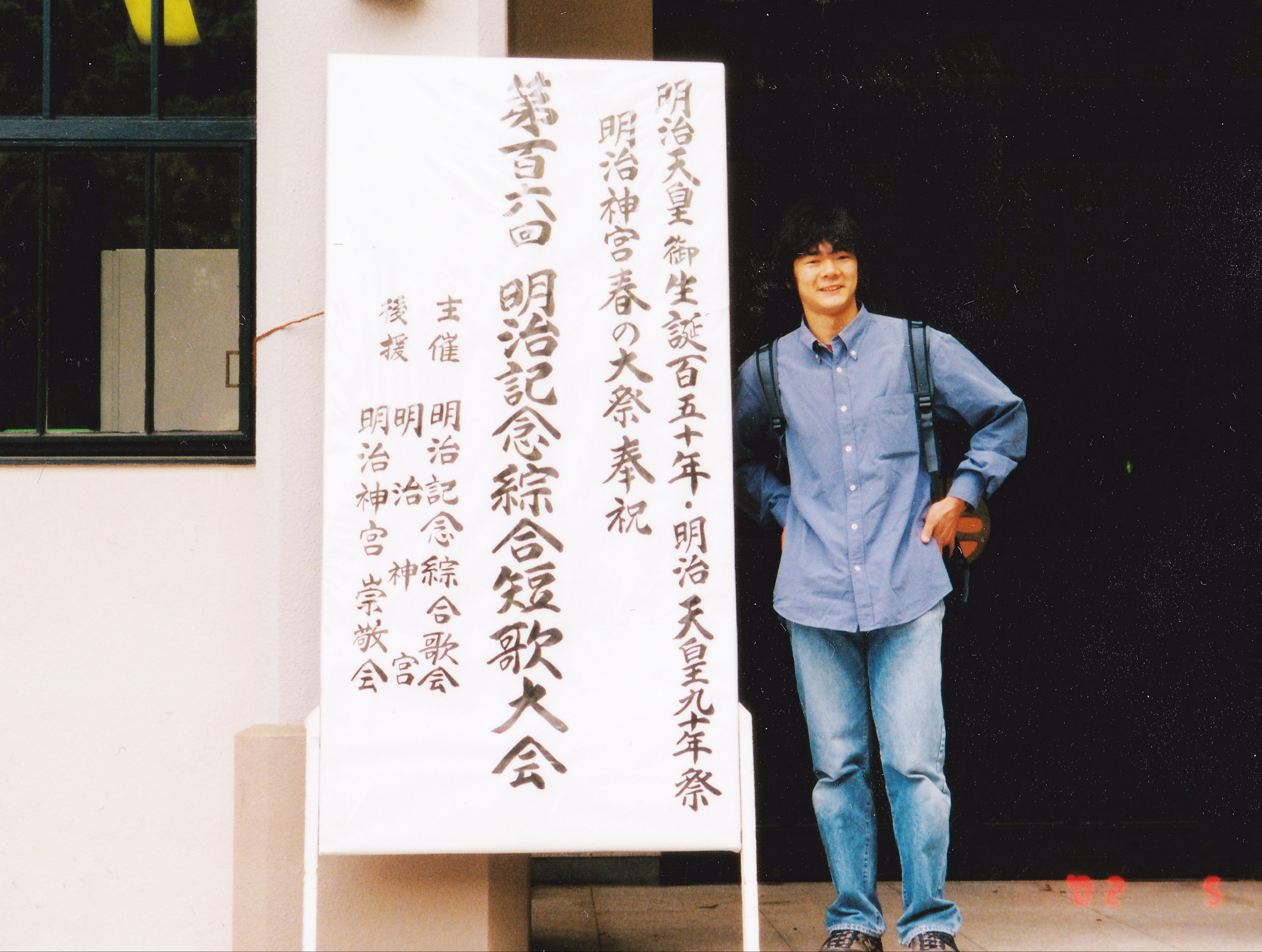
Tanka

La tanka es un tipo de poesía tradicional japonesa. Consta de cinco versos de 5-7-5-7-7 sílabas.

## Historia de las tankas

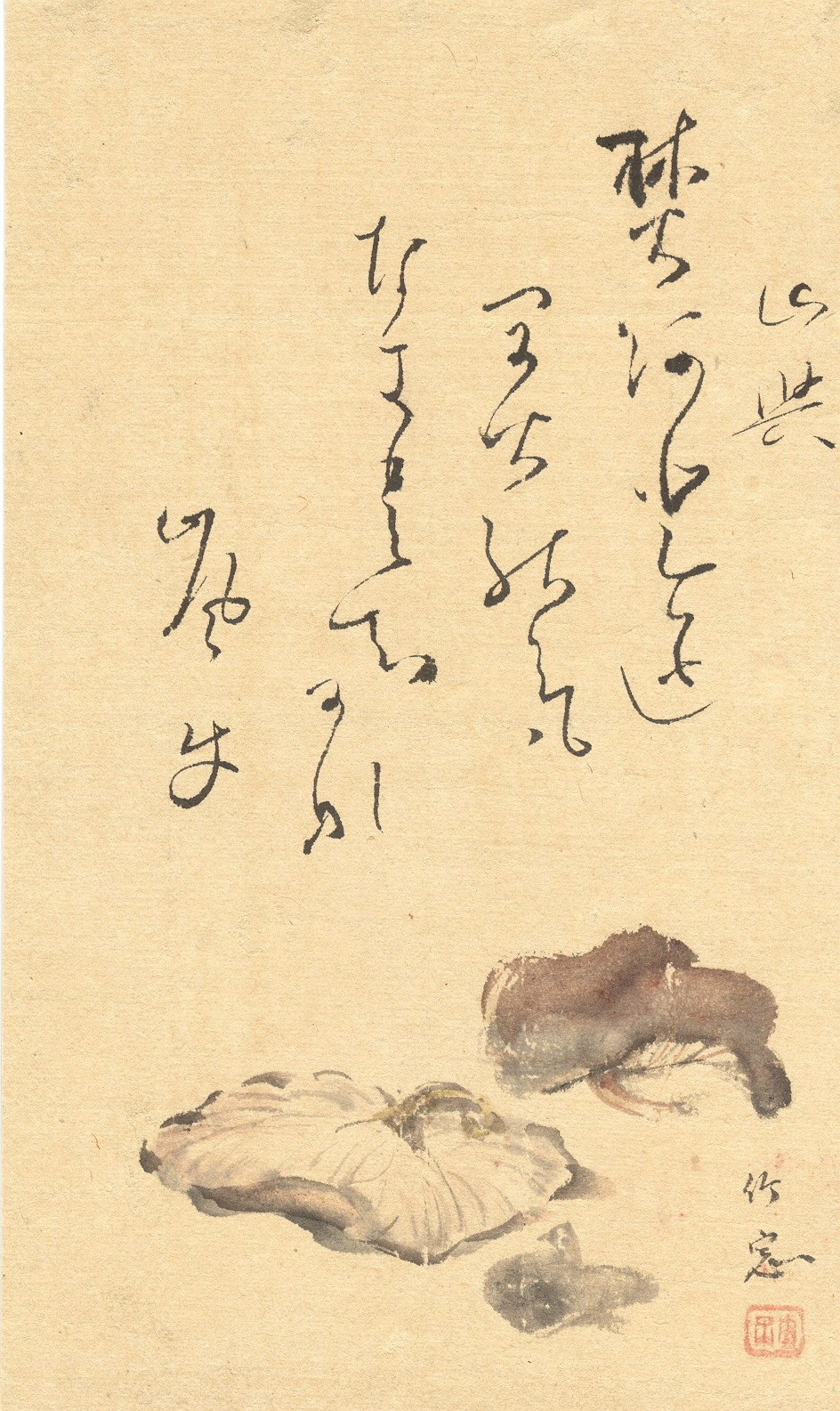
Parece un haiku de Rangyu (1798-1876) y un cuadro de Chikuso (1763-1830)

Hace más de 1400 años que se registraron las primeras tankas. Según algunos autores, su principal utilidad era la de transmitir mensajes secretos entre amantes: una pequeña síntesis matutina de lo que una tempestuosa noche de sexo había representado para el autor, como queriendo volver a las maneras y palabras del cortejo, algo así como una nota de agradecimiento al proporcionador de tan carnales placeres. Se enviaban escritas en un abanico o amarradas a una flor en botón y eran entregadas en propia mano por un mensajero a quien se recompensaba con un trago y la oportunidad de coquetear un poco con el personal doméstico, mientras la parte proporcionadora escribía una tanka en respuesta a la primera y que el lacayo debía llevar a su amo. Estos breves poemas debían tener tal contenido que los enamorados supieran a qué se hacía referencia, pero ser lo suficientemente crípticos de guisa tal que el intermediario quedase en Babia si hubiera intentado sorprender algún secreto.
Muy pronto la tanka comenzó a utilizarse tanto para canciones de boda como para encantamientos propiciatorios de casas recién construidas, niños recién paridos y negocios recién firmados (usos, todos ellos, corrientes en otras variedades poéticas japonesas). A través de los siglos, los poetas compusieron tankas no sólo para el amor o para conjurar a los dioses, sino sobre la naturaleza y otros asuntos no menos inspiradores. La tanka llegó a ser tan estimada que regularmente se convocaba a concursos, lo mismo de escritura que de lectura. Así se hizo necesario un corpus al que pudiera hacerse referencia y los emperadores empezaron a decretar colecciones y antologías; los estudiosos afirman que esto sucede alrededor del año 700 de nuestra era. Un dato interesante es que hay más tankas recopiladas que cualquier otro tipo de poemas.[cita requerida] Cada año, en la celebración de Año Nuevo, el Mikado y su familia se unen a millones de ciudadanos que escriben tankas sobre temas específicos. En una impresionante ceremonia tradicional se recita una selección de las mejores que, a partir de ahí, adquieren el rango de tesoros nacionales.
Es obvio que la tanka se relaciona con el haikú, basta con observar que si a un haikú se le añaden dos versos de más de siete onji —tomémoslos como sílabas— tendremos una tanka. Las reglas para construirla son sencillas, y el castellano no se enfrenta a los obstáculos de fondo y forma que tiene el inglés, idioma en el que, después del japonés, más de estas piezas se han escrito.
Antes de pasar a la cuenta silábica y sus opciones, se debe mencionar el concepto de 'pivote', o eje del poema. Se trata de la idea de que en algún punto en la tercera línea va a existir una imagen que relaciona o liga las dos primeras líneas con las dos últimas. Para quienes han escrito un haikú, este concepto no es muy difícil de entender.

## Ejemplos de tanka
Como ejemplos de tanka transcritas,
Es grande el cielo
y arriba siembran mundos.
Imperturbable,
prosigue en tanta noche
el grillo berbiquí.

En ésta, de Octavio Paz (la recitó durante su discurso de aceptación del Premio Nobel el 10 de diciembre de 1990), es evidente que la palabra 'imperturbable' se refiere al grillo, así retratado.
La ajena copa,
La espada que fue espada
En otra mano,
La luna de la calle,
¿Dime, acaso no bastan?
Jorge Luis Borges no deja duda, cuando dice 'en otra mano', que en las primeras dos líneas una mano sostiene una espada y en las dos últimas la luna de la calle. En esta otra, la imagen central también se identifica con facilidad:
Alto en la cumbre
Todo el jardín es luna,
Luna de oro.
Más precioso es el roce
De tu boca en la sombra.
En efecto, la luna de oro es la luna que es todo el jardín, y el roce de la boca es más precioso que esa misma luna. Borges también escribió la que sigue, en donde la imagen pivotal es menos tangible:
La voz del ave
Que en la penumbra esconde
Ha enmudecido.
Andas por tu jardín.
Algo, lo sé, te falta.
En este caso lo que falta es lo que ha enmudecido; el ave.

## Sus criterios
De aquí en adelante se utilizará libremente 'sílaba' como equivalente de 'onji'.
La tanka se divide en dos unidades rítmicas. En los primeros tiempos de esta estrofa se seguía este patrón:
Unidad rítmica uno = 5-7 sílabas; unidad rítmica dos = 5-7-7 sílabas.
Más adelante el gusto predominante se inclinó por éste:
Unidad rítmica uno = 5-7-5 sílabas; unidad rítmica dos = 7-7 sílabas.
Hay, además, otras variantes, como éstas:
Unidad rítmica uno = 5; unidad rítmica dos = 7-5; unidad rítmica tres = 7-7.
Unidad rítmica uno = 5-7; unidad rítmica dos = 5-7; unidad rítmica tres = 7.
Aunque no hay objeción alguna para que se presente cualquier modelo de los mencionados, a continuación me limitaré a tratar sólo los dos primeros.
En esta tanka, esta división se ve muy clara: hay un punto al final del tercer verso.
Hueco del árbol
acoge a Mariposa
mientras escampa.
Refugio enamorado,
virgen de alas mojadas.
Los tres primeros versos (5-7-5 sílabas) forman una unidad rítmica. Los dos últimos, heptasílabos, forman la otra.
En cuanto al 'pivote', característica antes mencionada, en este caso es 'escampar'. ¿Por qué? Para empezar, los primeros dos versos nos dicen que un árbol protege en uno de sus huecos a una mariposa, el tercero nos deja claro que se debe a la lluvia. En las dos últimas líneas, hay también una relación con la lluvia de la que sólo sabemos gracias al verbo 'escampar'. El árbol, que ama a la mariposa de las alas mojadas, le ofrece cobijo.
Al modificar un poco el par de heptasílabos, se pierde por completo la imagen pivotal, la que enlaza las dos unidades rítmicas.
Hueco del árbol

acoge a Mariposa

mientras escampa.

Árbol enamorado

virgen azafranada.

Aquí tenemos que se sigue la métrica y se distinguen ambas partes, pero no hay nada que las relacione; la tanka no existe.
Es obvio que el árbol puede estar infatuado con la mariposa y que esta puede tener un cierto color. Mas en esta segunda parte no hay lluvia, ni explicación alguna del albergue que el árbol le brinda a la mariposa.
Este primer ejemplo está escrito a partir de un haikú, lo que no es mala idea. Una tanka así construida, por necesidad se referirá a un instante de la naturaleza. Mas es bueno recordar que el origen de las tankas tiene que ver con situaciones algo más humanas. Veamos.
Linda boquita
de voz incandescente.
Tus labios rojos
mi corazón marcaron,
sin piedad lo quemaron.
Se ve, en esta estrofa que pertenece a la forma más antigua —por lo general asociada con el amor cortesano—, el pivote aparece también en el tercer verso, aunque en este caso éste sea parte del segundo grupo rítmico —el metaforando es la capacidad que tienen las palabras del ser amado de hacer arder al otro, igual que los besos.
En la segunda opción, en donde sólo se toma en cuenta el contraste de cada línea, se respeta, no obstante, tanto el famoso pivote como la cantidad de sílabas totales.
Para ejemplificar el punto, se traduce del inglés una tanka anónima traducida, a su vez, del japonés (por Donald Keene).
Agreste,
aún aquí crece un pino,
en este erial.
Si de verdad nos amamos,
¿por qué no estamos juntos?
Como puede observarse, el primer verso tiene tres sílabas, y tanto el segundo como el cuarto tienen ocho; la cuenta total sigue siendo de treinta y una sílabas (pudieran haber sido menos).
La imagen del erial es el pivote: habla tanto de las dificultades del pino para sobrevivir como de la soledad y aridez espiritual de los amantes que viven separados.
Algo que se podría alegar es que, con un poco de esfuerzo, la traducción hubiera resultado más limpia (5-7-5-7-7), y es cierto. El inglés, por otra parte, tiene que lidiar más a menudo con el problema de la cuenta silábica, cada palabra carga demasiada información, de ahí que las tankas en ese idioma casi nunca alcancen a tener la cantidad de sílabas 'oficiales'.
«Una tanka puede ser un texto, dividido en cinco partes, usando treinta y una sílabas o menos, permitiendo que fluya la prosa poética dictando la longitud de las líneas.»
—Dime que vendrás, que otra vez yacerás conmigo... Amor, delirio, ¡ven!
La cantidad de sílabas es mucho menor (21)y su disposición irregular (corta, larga, corta, corta, corta). Sin embargo, el
principio y el final quedan ligados por la palabra 'amor' ya que la palabra 'delirio' aparece como su sinónimo.